# Margreet Schouwenaar
Margreet Schouwenaar (Schagen, 16 mei 1955) is een Nederlands schrijfster en dichteres. Ze werkt als docent aan de afdeling OLB (Opleiding Leraren Basisonderwijs) van Hogeschool Inholland.

## Biografie
In 1991 werd ze genomineerd voor de C. Buddingh'-prijs op grond van vier gepubliceerde gedichten in de Revisor. In 1992 verscheen haar eerste bundel: "De drempel die vertrek is." In 1995 verscheen de bundel: "Bezijden tijd". In 1997 verscheen de bundel "Van tijd het dood gewicht". In 2000 verscheen "Talen naar de val"; deze werd in 2003 gevolgd door de bundel "Van het woord Ah" en in 2005 door de bundel "Valtijd."
Alle bundels zijn verzorgd door Uitgeverij Querido. Regelmatig verschijnen er publicaties van haar in literaire bladen zoals de Revisor, Tirade (voorheen het Nieuwe Wereld Tijdschrift) en de Poëziekrant.
Daarnaast werden er verzen opgenomen in verzamelbundels, onder meer "Volmaakte aanwezigheid, volmaakt gemis", verzorgd door Uitgeverij Passage, "Vrouwen dichten anders", uitgegeven door Prometheus, de 100 beste gedichten van 2000, uitgeven door De Arbeiderspers.
In 2006 kreeg Schouwenaar de opdracht van Sinterklaas en de Kerstman om voor het huis voor Europa in Twente twee kinderboeken te schrijven: een prentenboek voor de kinderen van groep 1, 2 en 3, en een (voor)leesboek voor de kinderen van groep 4 tot en met 8. Zo werden "Stinkertje Stout" en "Gas geven Gijs" geboren. Marije Tolman maakte hiervoor de illustraties.
De boekjes werden in een oplage van 11.000 stuks verspreid onder schoolkinderen in Twente.
In het gerenoveerde Catshuis werd in de werkkamer van de minister-president een roodlederen wand geplaatst waar dichtregels van een twintigtal Nederlandse dichters op zijn geprengd van Cats tot Bredero. Margreet Schouwenaar is op deze wand te vinden met de regel: "Luister rondom zoemen de velden van grondig leven".
Op 1 januari 2008 startte Schouwenaar samen met Kim Triesscheijn en Jarr Geerligs het project Vindvers.
In mei 2008 verscheen Schouwenaars dichtbundel 'Wegen om te Komen'.
In 2009 volgde zij Joost Zwagerman op als stadsdichter van Alkmaar. In deze functie initieerde zij in navolging van F. Starik 'De eenzame uitvaart' in Alkmaar. Zij richtte tevens een dichtersgilde op en gaf de aanzet voor een poëzieroute door de binnenstad van Alkmaar. Op 16 september 2009 werd bij de opening van de hernieuwde Friesche Brug in Alkmaar een gedicht van haar hand in graniet aan beide zijden van de brug gelegd. 
In 2018 eindigde haar stadsdichterschap van de Gemeente Alkmaar. Schouwenaar liet een actief en inspirerend stadsdichterschap achter zich. De Eenzame uitvaart bracht zij onder in een stichting die nog altijd actief is. Sindsdien zijn er diverse dichtbundels en kinderboeken van haar hand verschenen.

### Kinderboeken
- (2009) Stinkertje Stout
- (2009) Gas geven Gijs
- (2010) Voor het slapen wordt het langzaam nacht (gedichten)
- (2014) Maartje en Wei
- (2015) De lach hield zijn adem in (prentenboek)
- (2014) Juffrouw Knuppel
- (2016) Hiephiephoerastaart
- (2016) Niesje mis je
- (2016) Denkdagdoen (gedichten)
- (2019) Niesje nooit meer
- (2020) Vinkentellen en zomaar tranen
- (2021) het begon met Nee (prentenboek, eerste deel in de serie Borre en zijn vriendjes)
- (2022) Grashemelgroentje
- (2022) Klappende rozen en bloemen vol boter (prentenboek, eerste deel van de serie Emma, kijk daar))
- (2022) Altijd maandag (prentenboek, deel twee in de serie Boris en zijn vriendjes)
- (2023) Net als uil (prentenboek in de erie Borre en zijn vriendjes)
- (2023) Niet nog een verhaal
- (2023) Gouden blaadjes en bomen met kronen (prentenboek, deel 2 in de serie Emma kijk daar)
- (2023) De Boekster
- (2024) In een land hier ver vandaan

### Gedichten
- (1992) de Drempel die vertrek is
- (1995) Bezijden tijd
- (1997) Van tijd het dood gewicht
- (2000) talen naar de val
- (2003) Van het woord Ah
- (2005) Valtijd
- (2008) Wegen om te komen
- (2011) Het wachten bezingen
- (2014) Verlies van lief (bibliofiele uitgave)
- (2014) waaraan het vlees ontsnapt(2016) Woorden op zinnen gezet (verzameld werk)
- (2016) Warm van vacht (bibliofiele uitgave)
- (2019) Zwijgen tot het schrapt (bloemlezing)
- (2020) Tot overmaat van ontbreken